# Machaerina articulata
Machaerina articulata är en halvgräsart som först beskrevs av Robert Brown, och fick sitt nu gällande namn av Tetsuo Michael Koyama. Machaerina articulata ingår i släktet Machaerina och familjen halvgräs. Inga underarter finns listade i Catalogue of Life.